# Homalia japonica
Homalia japonica là một loài rêu trong họ Neckeraceae. Loài này được Besch. mô tả khoa học đầu tiên năm 1899.